# زرافه کردفان
زرافه کوردوفان (نام علمی: Giraffa camelopardalis antiquorum) نام یک زیرگونه از گونه زرافه است.